# Жарков, Виктор Иванович
Ви́ктор Ива́нович Жарко́в (3 августа 1927, Богородск, Московская губерния — 8 октября 1989, Москва) — советский футболист, защитник и нападающий, футбольный тренер, арбитр. Мастер спорта СССР, судья международной категории (1977).

## Биография
Воспитанник футбольной школы московского «Торпедо». В 1946—1947 годах играл во взрослых соревнованиях за клубную команду автозаводцев.
В 1948 году перешёл в московский «Локомотив», в его составе дебютировал в классе «А» 7 сентября 1948 года в выездном матче против куйбышевских «Крыльев Советов». Всего в составе железнодорожников провёл две игры. В 1949—1952 годах играл за ВВС, но основным игроком не был, проведя лишь 7 матчей в чемпионатах страны. В общей сложности в высшей лиге сыграл 9 матчей.
В последние годы игровой карьеры выступал в классе «Б» за «Химик» (Москва), «Спартак» (Калинин) и «Авангард» (Сормово/Горький). В составе «Авангарда» был играющим тренером (главным тренером в это время был его старший брат Василий).
В 1958—1959 годах — главный тренер клуба «Знамя Труда» (Орехово-Зуево), в 1960—1961 годах тренировал «Авангард» (Коломна). В 1962—1963 годах возглавлял молодёжную сборную Северного Вьетнама.
С 1961 года занимался судейством. Судья всесоюзной (18.12.1972) и международной (1977) категорий, награждён знаком «Почётный судья по футболу» (1984). В высшей лиге СССР в 1972—1977 годах работал на 41 матче в качестве главного арбитра. Также в 1970-е годы обслуживал матчи еврокубков и международные матчи сборных. В 1977 году был включён в список лучших судей сезона в СССР.
В 1965—1989 годах работал старшим преподавателем на кафедрах физкультуры МГУ им. М. В. Ломоносова и РУДН им. Патриса Лумумбы.
Скончался в Москве 8 октября 1989 года на 63-м году жизни. Похоронен на Востряковском кладбище.
Братья Георгий (1915—1981) и Василий (1918—1978) также были известными футболистами и тренерами.